# بخش بنت
بخش بنت یکی از بخش‌های شهرستان نیک‌شهر در استان سیستان و بلوچستان ایران است.

## تقسیمات کشوری
- بخش بنت
  - دهستان بنت
  - دهستان دستگرد
  - دهستان توتان و مهمدان

شهر: بنت

## جمعیت
بنابر سرشماری مرکز آمار ایران، جمعیت بخش بنت شهرستان نیکشهر در سال ۱۳۹۵ برابر با ۲۸٬۷۲۲ نفر بوده‌است.

## رتبه در استان
بخش بنت پنجمین بخش پرجمعیت و بزرگ استان سیستان و بلوچستان است.
لیست ۹ بخش بزرگ استان سیستان و بلوچستان که در آینده شهرستان خواهند شد:
- منبع:فهرست بخش های استان سیستان و بلوچستان

| ردیف | نام بخش       | نام شهرستان | جمعیت سال ۱۳۹۵ |
| ---- | ------------- | ----------- | -------------- |
| ۱    | باهوکلات      | دشتیاری     | ۳۴٬۷۴۸ نفر     |
| ۲    | پارود         | راسک        | ۳۴٬۷۳۰ نفر     |
| ۳    | پلان          | چابهار      | ۳۳٬۰۰۴ نفر     |
| ۴    | پیشین         | راسک        | ۳۰٬۲۳۲ نفر     |
| ۵    | بنت           | نیک‌شهر      | ۲۸٬۷۲۲ نفر     |
| ۶    | کورین         | زاهدان      | ۲۵٬۸۹۸ نفر     |
| ۷    | جلگه چاه هاشم | دلگان       | ۲۵٬۴۹۵ نفر     |
| ۸    | بم‌پشت         | سراوان      | ۲۵٬۰۲۶ نفر     |